# دیوید چیس
 دیوید چیس (انگلیسی: David Chase؛ زادهٔ ۲۲ اوت ۱۹۴۵) یک فیلم‌نامه‌نویس اهل ایالات متحده آمریکا است. وی از سال ۱۹۷۴ میلادی تاکنون مشغول فعالیت بوده‌است. وی بیشتر به خاطر خلق سریال معروف سوپرانوز مشهور است.
چیس تا کنون در سال‌های ۱۹۷۸، ۱۹۸۰، ۱۹۹۹، ۲۰۰۳، ۲۰۰۴ و ۲۰۰۷ جایزه امی را در رشته‌های مختلف از آنِ خود کرده است.